# غراتيكول

خريطة لأوروبا بها تمثيل شبكي بزاوية 30 درجة باللون الرمادي الداكن.

غراتيكول، أو التمثيل الشبكي على الخريطة، هو رسم بياني لنظام إحداثيات على شكل شبكة من الخطوط، يمثل كل خط قيمة إحداثيات ثابتة.  ومن ثم فهو شكل من أشكال العزلة، ويوجد بشكل شائع في الخرائط من أنواع عديدة على مستويات من المحلي إلى العالمي.
يستخدم المصطلح دائمًا للإشارة على وجه التحديد إلى المتوازيات وخطوط الطول لخطوط الطول والعرض على التوالي في نظام الإحداثيات الجغرافي. عادةً ما توضع خطوط الشبكة للأنظمة المرجعية للإحداثيات الأخرى على الخرائط للغرض والمعنى ذاته، وباستخدام تصميم مشابه، ولكن نادرًا ما يطلق عليها اسم غراتيكول. لذلك لم يستخدم بعض رسامي الخرائط مصطلح غراتيكول للإشارة إلى الخطوط المرئية فحسب، ولكن إلى نظام مرجع خطوط الطول والعرض نفسه ؛  ومع ذلك، في عصر نظم المعلومات الجغرافية، تعد هذه التسمية أقل شيوعًا من نظام الإحداثيات الجغرافية.

1482 استنساخ خريطة العالم في جغرافية كلوديوس بطليموس

## أنظر أيضا
- نظام الإحداثيات المتوقع